# 2892 Filipenko
2892 Filipenko este un asteroid din centura principală, descoperit pe 13 ianuarie 1983 de Liudmila Karacikina.